# IC 2597
IC 2597 — галактика типу E (еліптична галактика) у сузір'ї Гідра.
Цей об'єкт міститься в оригінальній редакції індексного каталогу.